# Áhkká
Áhkká también conocido con el nombre "suecificado" de Akka, es un macizo situado en la esquina suroeste del parque nacional Stora Sjöfallet en la provincia de Norrbotten, en el norte de Suecia.
El macizo tiene once picos diferentes y varios glaciares, siendo Stortoppen es el más alto con 2016 m. Este pico es el octavo más alto en Suecia. Lo más notable es que la montaña tiene un desnivel en una de sus caras de 1563 m, desde lo alto de la cima más alta hasta el lago Akkajaure en el valle, que se encuentra a 453 m. La prominencia, sin embargo, es de solo 1100 m.
Esta es la caída vertical más alta de Suecia. Como el lago que se encuentra debajo de la montaña está regulado por una central hidroeléctrica, su superficie puede descender hasta los 423 m, lo que hace que la caída vertical de la montaña aumente hasta un máximo de 1593 m. Debido a las grandes diferencias de nivel y al hecho de que el macizo se mantiene bien unido y bastante aislado, se ve impresionante, ganándose el apodo de «reina de Laponia». En la tradición sami es una montaña sagrada.